# بيل فلاورز
بيل فلاورز (بالإنجليزية: Bill Flowers)‏ هو رسام أسترالي، ولد في 1963.

## وصلات خارجية
- بيل فلاورز على موقع IMDb (الإنجليزية)